# Храм Георгия Победоносца на Поклонной горе
Храм Георгия Победоносца на Поклонной горе — православный храм-памятник в честь Победы в Великой Отечественной войне, находящийся в Москве, в парке Победы на Поклонной горе, слева от главной аллеи парка Победы. Относится к Московской епархии Русской православной церкви.

## История
Храм заложен Патриархом Алексием II рядом с мемориалом 9 декабря 1993 года. Поскольку все работы велись параллельно, храм был построен в рекордно короткие сроки. Освящен храм 6 мая 1995 года Патриархом Московским и Всея Руси Алексием II.

## Архитектура
Архитекторами храма стали Анатолий Полянский, Г. И. Столбов и Владимир Будаев. Стиль соединяет черты древнерусского зодчества и современной архитектуры ― бронзовые рельефы и остеклённые стены, выполненные в форме арок: Храм стал в отечественной церковной архитектуре символом постмодернизма. Формально выполняя необходимое условие строительства православного храма — соблюдение традиций, автор все же отходит от традиций. Поверхностное рассмотрение наглядно демонстрирует настойчивое стремление выразить нечто уникальное и совершенно новое, больше соответствующее собственному творческому направлению и «духу времени». По словам архитектора Андрея Анисимова, многим такое сочетание понравилось: «Одно время все хотели храм, подобный тому, что на Поклонной горе. И это несмотря на то, что проект этот не самый удачный. Но многим нравится, что он выглядит под стать современной архитектуре — много стекла и бетон».
Над главным входом находится рельефное изображение чуда Георгия о змие. Роспись внутреннего убранства создана в византийском стиле аналогично росписи собора Святой Софии. Под куполом находится изображение Спаса Вседержителя, вокруг него нарисованы Двунадесятые праздники. В алтаре находятся образ Оранта и бронзовые барельефы с Вознесением Господнем и Троицей за авторством Зураба Церетели. В южной части храма сделано рельефное изображение Спаса Нерукотворного. Фасад и интерьер храма украшены мозаикой за авторством Евгения Ключерёва. Ювелирные изображены изготовлены предприятием «Софрино».

## Духовенство
- протоиерей Серафим Недосекин (настоятель)
- иерей Вадим Никулин
- иерей Дионисий Лукин
- иерей Павел Патокин
- иерей Валентин Шишелов
- диакон Георгий Ключников
- диакон Тимофей Рзянин
- чтец Кирилл Недосекин